# Stapleford, Cambridgeshire
Stapleford är en ort och civil parish i Storbritannien.   Den ligger i distriktet South Cambridgeshire i grevskapet Cambridgeshire i riksdelen England, i den sydöstra delen av landet, 70 km norr om huvudstaden London. Stapleford ligger 41 meter över havet och antalet invånare är 1 738.
Terrängen runt Stapleford är platt. Runt Stapleford är det ganska tätbefolkat, med 149 invånare per kvadratkilometer. Närmaste större samhälle är Cambridge, 6,5 km nordväst om Stapleford. Trakten runt Stapleford består till största delen av jordbruksmark.